# Badminton bei der Makkabiade 2013
Bei der Makkabiade 2013 wurden fünf Badmintonwettbewerbe ausgetragen. Sie fanden vom 20. bis zum 23. Juli 2013 in Modiʿin statt.

## Teilnehmende Länder
Belarus,  Guinea-Bissau,  Estland,  Indien,  Israel,  Italien,  Litauen,  Russland,  Tschechien,  Vereinigtes Königreich,  Vereinigte Staaten

## Sieger und Platzierte
| Disziplin    | Gold                               | Silber                       | Bronze                             |
| ------------ | ---------------------------------- | ---------------------------- | ---------------------------------- |
| Herreneinzel | Misha Zilberman                    | Alan Plavin                  | Aliaksei Konakh                    |
| Herreneinzel | Misha Zilberman                    | Alan Plavin                  | Ariel Shainski                     |
| Dameneinzel  | Alina Pugach                       | Shannon Pohl                 | Rachel Hirschler                   |
| Dameneinzel  | Alina Pugach                       | Shannon Pohl                 | Marissa Levy                       |
| Herrendoppel | Alexander Bass Lior Kroitor        | Matan Zyskind Ilia Shnaidman | Misha Zilberman Aliaksei Konakh    |
| Herrendoppel | Alexander Bass Lior Kroitor        | Matan Zyskind Ilia Shnaidman | Itay Elazar Vladislav Chislov      |
| Damendoppel  | Shannon Pohl Rebecca Radfar        | Alina Pugach Rotem Romano    | Marissa Levy Suzanne Greene        |
| Damendoppel  | Shannon Pohl Rebecca Radfar        | Alina Pugach Rotem Romano    | Klara Klimentova Rachel Hirschler  |
| Mixed        | Misha Zilberman Svetlana Zilberman | Leon Pugach Alina Pugach     | Afik Asulin Rotem Romano           |
| Mixed        | Misha Zilberman Svetlana Zilberman | Leon Pugach Alina Pugach     | Daniel Berdichevsky Rebecca Radfar |